# Kazuo Shiraga
Kazuo Shiraga (白髪 一雄, Shiraga Kazuo), né le 12 août 1924, à Amagasaki, dans la préfecture de Hyōgo et mort le 8 avril 2008 est un artiste japonais contemporain.

## Biographie
(décembre 2021).
Si vous êtes l’auteur de ce texte, vous êtes invité à donner votre avis ici. À moins qu’il soit démontré que l’auteur de la page autorise la reproduction et que ce contenu soit compatible avec les principes fondateurs de Wikipédia, cette page sera supprimée ou purgée au bout d’une semaine maximum. En attendant le retrait de cet avertissement, veuillez ne pas réutiliser ce texte.
Kazuo Shiraga fait partie de la génération de jeunes Japonais dont l'expérience de la guerre et des destructions ont marqué la jeunesse. Il étudie la peinture japonaise à l'École municipale des Arts de Kyoto dont il est diplômé en 1948 et à l'Université des arts d'Osaka jusqu'en 1949. En 1950, il est l'élève de Tsuguo Itoh. À partir de 1952, il participe, avec Saburô Murakami, Akira Kanayama, Atsuko Tanaka, à la création du groupe Zero aussi appelé Zero-Kai, premier groupe conceptuel d'avant-garde japonais dont la devise est : « L'art doit partir du point zéro absolu et se développer selon sa propre créativité  ». 
En 1955, le mouvement Zero-Kai fusionne avec un nouveau mouvement d'avant-garde, Gutaï ("Concret") dont il devient l'un des membres les plus éminents. Il participe à la première exposition du groupe à Tokyo en 1955.
Kazuo Shiraga rejette les principes de composition picturale, d'harmonie ou de représentation. Son style est influencé par l’expressionnisme abstrait américain. La peinture est pour lui un corps à corps avec la couleur.  En 1956, il se lance dans ses « Performance Paintings » emblématiques, pour lesquelles il se suspend au-dessus de ses toiles, se balançant d'avant en arrière pour créer des marques avec ses pieds. Il pratique ainsi la peinture avec les pieds, debout ou pendu à une corde. Il pratique également des simulations de combat dans de la boue pour y laisser l'empreinte de son corps. 
Lors de l'exposition de 1955, il attaque à la hache des troncs d'arbre peints en rouge devenant un des pionniers de l'art performance. 
Le critique français Michel Tapié le fait connaitre en France où il expose en 1962. Il entre alors en contact avec l'avant-garde française dont Jean-Jacques Lebel. À New York, Allan Kaprow s'intéresse à lui et reconnait son rôle fondateur dans l'art performance.
À partir de 1968, il enseigne la peinture à Ōsaka, initiant ses élèves à l'art occidental contemporain.
Il entre en 1971 au monastère bouddhiste du temple Enryaku sur le mont Hiei, sous le nom bouddhiste de Sodo Shiraga.

## Œuvres
- 1955, Challenging Mud. Pour réaliser cette œuvre, Kazuo Shiraga utilise tout son corps pour lutter à travers un mélange d'argile et de ciment jusqu'à l'épuisement.
- 1958, Work II, Huile sur papier marouflée sur toile, 183 x 243 cm, Collection du Musée préfectoral d'Art de Hyōgo[4]
- 1959, Takao, huile sur toile, 183 x 273 cm
- 1960, Chizensei Konseimao, huile sur toile, 161,5 x 130 cm
- 1960, Itazura Ni, huile sur toile 90 x 75 cm
- 1961, Chijikusei Gutenrai, huile sur toile
- 1962, T52, huile sur toile, 97,2 x 129,9 cm, acquisition du Centre Pompidou en 1990[5].
- 1962, T56, huile sur toile, 130 x 97 cm[6]
- 1962, Tenkansei Nyuunryu, huile sur toile, Collection du Musée préfectoral d'Art de Hyōgo[7]
- 1964, BB64, huile sur toile, 81 x 116 cm
- 1967, Celebration, huile sur toile, 22 x 27 cm
- 1968, Fluid Red, huile sur toile 45,4 x 53 cm
- 1970, Tenjin Jojufuku, dessin
- 1971, Pleasure of wearing, encre sur papier, 17,6 x 24,2 cm
- 1973, Tomomori jusui (Flamme bleue Fudo), huile sur toile, 161,3 x 130 cm
- 1974, Fudo Gomagu, huile sur toile, 97,2 x 130,4 cm, propriété d'une collection privée japonaise[8]
- 1975, Sacred Flame, huile sur toile marouflée sur panneau, 53x45,5cm
- 1976, Karin, huile sur toile, 33 x 24 cm
- 1976, Goshiki sanmai, huile sur toile, 33,2 x 24,3 cm
- 1976, Crystal ring, huile sur carton, 27x24cm
- 1984, Shisen, huile sur toile, 60,5 x 72,7 cm
- 1986, Baku, huile sur toile,  91 x 73 cm
- 1989, Reibu, huile sur toile, 130,8 x 97,3 cm
- 1990, RAI/KEI/HUN/HU/UN/HAN, estampe
- 1990, Kangyoshou, huile sur toile, 60,7 x 73 cm[9]
- 1992, Yellow Line, huile sur toile, 72.8 x 91 cm
- 1993, Akazome, gouache
- 1994, Uchoten, huile sur toile
- 1996, Purple King, acrylique sur papier, 41 x 53cm
- 1999, Furuyuki ( Chute de neige), huile sur toile (95,0 x 120 cm) appartenant à la série Nature. Œuvre typique des œuvres ultérieures de Shiraga[10]

## Expositions
Sa première exposition, Défi au soleil de plein été, a lieu en plein air à Ashiya en 1955.   
En mai 1957, Shiraga participe à l'exposition Art Using the Stage organisée à Osaka par le mouvement Gutaï.   
En 1962, il expose à la galerie Stadler à Paris.  
Aujourd'hui, les peintures de Shiraga sont exposées au Musée national d'art moderne et au Musée d'art contemporain Hara à Tokyo, au musée d'art de la ville d'Hiroshima,au Musée d'art de Dallas, au Walker Art Center à Minneapolis et au Centre Pompidou à Paris.

## Sa cote
Les peintures et les dessins de Kazuo Shiraga se vendent dans le monde entier. Les estimations et le prix d’achat varient selon le type de médium utilisé : entre 10 000 et 20 000 euros pour une aquarelle ou une gouache, et de quelques dizaines de milliers jusqu’à plusieurs millions d’euros pour certaines huiles sur toile,,. Le prix de vente dépasse quelques fois les estimations comme celui Chijikusei Gutenrai de 1961, peinture vendue aux enchères chez Ketterer Kunst à Munich, 3,25 millions d’euros contre une estimation de 400 000 € en décembre 2014.
Appréciés pour leur rareté, les dessins de Kazuo Shiraga peuvent atteindre plusieurs milliers d’euros comme la gouache Akazome de 1993 vendue 36 000 € en décembre 2016 toujours par Ketterer Kunst. Moins connue et faisant partie d’une collection privée depuis 50 ans, une imposante sculpture de Kazuo Shiraga représentant un grand éventail rouge s’est vendue à 1,8 million d’euros en 2016 chez Bonhams à Londres.
En 2016, à Hong Kong, la peinture Reibu est achetée 985 600 € chez Sotheby’s. L'huile sur toile Uchoten datée de 1994 est achetée 2 103 000 € en juin 2016 lors d'une vente aux enchères Sotheby’s à Paris. Le 18 mai 2017, la pièce T52 est vendue 1 330 000 $ lors d'une vente aux enchères organisée par Phillips à New York.

## Récompenses
- 1965: Prix de la Culture du Citoyen d'Amagasaki
- 1987: Prix de la Culture de la Préfecture de Hyogo
- 1999: Médaille distinguée pour la Culture